# Osla Benning
Margaret Osla Benning (Montreal, 23 de agosto de 1921 – Londres, octubre de 1974) fue una debutante canadiense, que trabajó en Bletchley Park, fue la primera novia de Felipe de Edimburgo y luego se casó con John Henniker-Major, 8º Barón Henniker. 

## Trayectoria
Benning era hija de James William Benning y la ahijada de Luis Mountbatten. Finalizó sus estudios en Austria y se graduó como debutante en agosto de 1939. Se fue a vivir con su padrino que le mencionó a su amiga (y ahijada de este) Sarah Baring que Felipe de Edinburgo (sobrino de Mountbatten) no tenía novia, y Baring actuó como casamentera. Según Baring, "era obvio que tenían un noviazgo sencillo y agradable, por así decirlo". "Sé que él fue su primer amor", dice su hija, Janie Spring. "Ella nunca me habló de él durante años. Sólo dijo: 'Me enamoré de un oficial de la marina".
Al comienzo de la guerra, ella y su buena amiga Baring fueron a trabajar a la fábrica de construcción de aviones de combate Hurricane Hawker Siddeley cerca de Slough, y compartieron una casa cerca. Unos meses más tarde, hacia el verano de 1941, ambas se examinaron de lengua alemana y fueron destinadas al Hut 4 en Bletchley Park, en la sección naval, como lingüistas.
En 1946, se casó con John Henniker-Major, que en 1980 se convirtió en el octavo barón Henniker, y tuvieron dos hijos y una hija: Mark Ian Philip Chandos Henniker-Major, 9º Barón Henniker (nacido el 29 de septiembre de 1947), casado con Lesley Antoinette Foskett. Excmo. Sr. Charles John Giles Henniker-Major (2 de septiembre de 1949 - 9 de mayo de 2012), casado con Sally Kemp Newby. Excma. Sra. Jane Elizabeth Henniker-Major (nacida el 6 de julio de 1954), casada con Richard Spring, Barón Risby.